# Црква Светог Николе Мирликијског у Чанаду
Храм Светог Николе Мирликијског је храм Српске православне цркве који се налази у Чанаду, Тимишкој жупанији историјске покрајине Банат у Румунији. Посвећен је Светом Николи.

## Историја
Српску православну парохију основано је патријарх Арсеније III Црнојевић 1717. године. Изградња храма трајала је од 1773—1787.

## Знамените личности
Особе које су везане за храм
- Ђорђе Сандић Морачанин 1800—1836, црквени великодостојник
- Зорка Сандић 1875, велики добротвор